# رابین هریس
رابین هریس (به انگلیسی: Robin Harris) (زاده ۳۰ اوت ۱۹۵۳-درگذشته ۱۸ مارس ۱۹۹۰) بازیگر آمریکایی بود.
از فیلم‌های معروف او می‌توان به بازی در فیلم بهترین بلوز اشاره کرد.